# Крамаров (лунный кратер)
Кратер Крамаров (лат. Kramarov) — небольшой ударный кратер в экваториальной области обратной стороны Луны. Название присвоено в честь одного из основателей «Общества изучения межпланетных сообщений» Григория Моисеевича Крамарова (1887—1970) и утверждено Международным астрономическим союзом в 1991 г. 

## Описание кратера
Ближайшими соседями кратера Крамаров являются кратер Грачев на западе; кратер Ленц на северо-западе; кратер Кудер на востоке-юго-востоке и кратер Лоуэлл на юге-юго-западе. На юге от кратера расположены горы Кордильеры и далее горы Рук и Море Восточное. Селенографические координаты центра кратера 2°17′ ю. ш. 98°53′ з. д. / 2,29° ю. ш. 98,89° з. д., диаметр 21,1 км, глубина 1,8 км.
Кратер Крамаров образован в толще пород выброшенных при образовании Моря Восточного, имеет полигональную форму с небольшим выступом в западной части. Вал с четко очерченной острой кромкой и гладким внутренним склоном. Высота вала над окружающей местностью достигает 780 м, объем кратера составляет приблизительно 240 км³. Дно чаши пересеченное.
Кратер расположен у края диска обратной стороны Луны и за счет либрации иногда доступен для наблюдения с Земли.

## Сателлитные кратеры
Отсутствуют.

## См.также
- Список кратеров на Луне
- Лунный кратер
- Морфологический каталог кратеров Луны
- Планетная номенклатура
- Селенография
- Минералогия Луны
- Геология Луны
- Поздняя тяжёлая бомбардировка